# Саидов, Мирхан
Мирхан Саидов (1906—1978) — государственный деятель Таджикской ССР, председатель Горно-Бадахшанского облисполкома (1938—1939).
Родился в 1906 году в кишлаке Кулихавак Бухарского эмирата.
В 1924—1929 гг. слушатель рабфака при Средне-Азиатском государственном университете. Член ВКП(б) с 1931 г.
Послужной список:
- 1929—1931 ответственный секретарь Сарай-Камарского районного комитета ЛКСМ Таджикистана;
- 1931—1933 директор МТС;
- 1933—1934 заместитель председателя Джиликульского райисполкома;
- 1934—1935 директор МТС;
- 1935—1937 учёба в Ташкентском институте марксизма-ленинизма;
- 12.1937-1939 первый заместитель председателя, председатель Горно-бадахшанского облисполкома;
- 1939—1940 нарком здравоохранения Таджикской ССР;
- 1940—1945 нарком земледелия Таджикской ССР;
- 1945—1949 нарком (с 1946 министр) финансов Таджикской ССР.

Член ЦК КП(б) Таджикистана (1940—1949), депутат ВС ТаджССР 2-3-го созывов.
Награждён орденами Ленина (03.01.1944 — за успешное выполнение заданий Правительства по развитию сельского хозяйства, животноводства, пищевой, местной промышленности и промысловой кооперации Таджикской ССР), Трудового Красного Знамени и «Знак Почёта».